# Rugoddagai
Rugoddagai (auch: Busch Island) ist ein Motu des Rongelap-Atolls der pazifischen Inselrepublik Marshallinseln.

## Geographie
Rugoddagai liegt im Süden des Atolls am östlichen Arm der Riffkrone. Von dort verläuft die Riffkrone nach Süden bis zur nächsten namengebenden Insel Rongelap. Die Insel ist unbewohnt und seit dem Kernwaffentest der Bravo-Bombe atomar verseucht.